# Keselymező
Keselymező (ukránul: Кошельово [Koseljovo]) falu Ukrajnában, Kárpátalján, a Huszti járásban.

## Fekvése
Huszttól északra, a Nagy-ág folyó mellett, Lipcse és Iza közt fekvő település.

## Története
Keselymező (Keselyűmező) nevét 1450-ben említette először oklevél Keselwmezew néven. 1457-ben Keselewmezew, 1555-ben Kesewlyomezew néven írták.
A falu a 15. század elején települt, és ekkor a Keselwmezewi nemesek és a máramarosi vikárius birtoka volt.
1910-ben 2546 lakosából 11 magyar, 412 német, 2123 román volt. Ebből 2126 görögkatolikus, 420 izraelita volt. A trianoni békeszerződés előtt Máramaros vármegye Huszti járásához tartozott.

## Híres keselymezőiek
- 1888. március 25-én itt született Farkas Sándor operaénekes (bariton), a budapesti Opera örökös tagja.